# Daan Tech (entreprise)
Daan Tech est une société française d'électroménager fondée en 2016 par Antoine Fichet et Damian Py. Daan Tech a développé Bob, un lave-vaisselle 3 couverts fabriqué en France.

## Histoire
En 2012, Antoine Fichet remporte le prix « Les Entrepreneuriales » avec le projet Rudy, un concept de lave-vaisselle ultra-compact nommé Bob. Il rejoint par la suite Bpifrance, où il fait la rencontre de Damian Py en 2015. En août 2016, Antoine Fichet et Damian Py créent la start-up Daan Tech, avec comme ambition de concevoir, fabriquer en France et commercialiser une gamme d'appareils électroménagers durables et design. Le premier produit de Daan Tech est Bob, un lave-vaisselle éco-compact.
Antoine Fichet et Damian Py développent leur premier prototype de lave-vaisselle dans la cave d'une amie parisienne. Ils sont tous deux finalistes du Prix Pépite Tremplin 2016 (troisième édition). Pendant un an, ils travaillent sur un prototype qui leur permet d’intégrer le programme French Tech Diversité. La société a été ensuite hébergée à Station F à Paris et accompagnée par l’accélérateur WILCO, et Réseau Entreprendre 93. En juillet 2017, ils rencontrent Nicolas Ravallec, directeur technique de S20 Industries (ancienne usine Esswein de Brandt à La Roche-sur-Yon, en Vendée), afin de présenter leur prototype de Bob.
En janvier 2018, ils s'installent dans l'usine de S20 Industries dans le but de lancer la fabrication de leur lave-vaisselle en sous-traitance industrielle. La phase de prototypage est finalisée en août 2018 et ils lancent une campagne de précommande le 8 octobre 2018. En avril 2019, grâce au soutien financier d'investisseurs Business Angels français, de Bpifrance, et à la vente en précommande de 6 000 unités de leur lave-vaisselle, ils se procurent des moules industriels pour l'injection plastique et de la main d'œuvre afin d'industrialiser le produit. En mai 2019, les concepteurs de Bob décident de se retirer de chez S20 Industries, placée en redressement judiciaire fin avril 2019.
Ils font le choix d'une nouvelle stratégie industrielle en se dotant d'une unité de fabrication en interne. Ils sont rejoints par plusieurs anciens employés de S20 Industries, dont Nicolas Ravallec en tant que directeur général délégué. À la recherche d'une usine suffisamment grande pour la fabrication de leur lave-vaisselle, ils s'installent dans un premier temps à La Roche-sur-Yon, puis à Aizenay, pour finalement s'installer à Cugand en mars 2020, dans une usine de 2 600 m2. Daan Tech lance alors la production de Bob, son premier produit, le 8 octobre 2020. Les premières livraisons ont lieu en octobre 2020,.
En juillet 2021, Daan Tech expose ses produits à l'Élysée à l'occasion d'un salon sur le « made in France ». Le 5 janvier 2022, les fondateurs passent dans l'émission Qui veut être mon associé ?, et décrochent la plus grosse somme jamais levée dans l'émission : 1,5 million d'euros. Cependant l'accord d'investissement n'est pas conclu : Damian Py refuse pour trouver un fonds d'investissement près à investir un montant plus important. Après ce premier refus, Damian Py refuse une seconde fois une levée de fonds en avril 2022 auprès de fonds d'investissement. 
Entre mai et juin 2022, Daan Tech vit une crise de gouvernance, Damian Py ne voulant pas respecter les décisions votées en majorité lors de comités stratégiques. Le 24 juin 2022, une Assemblée Générale Extraordinaire est tenue lors de laquelle 43 actionnaires sur 51, représentant 58% des voix, votent la révocation de Damian Py au poste de Président de Daan Technologies. Antoine Fichet est nommé Président, et Nicolas Ravallec Directeur Général. Avec une vision alignée sur les intérêts de l'entreprise, la nouvelle direction annonce vouloir accélérer les ventes de Bob à l'international et développer de nouveaux produits dans l'univers de la cuisine, notamment Joe, un four compact multifonction fabriqué en France, présenté pour la première fois lors du salon IFA à Berlin en septembre 2022.
En mars 2025, Daan Tech est placée en redressement judiciaire et a besoin de 5 millions d'euros d'investissement pour le lancement de son second produit Joe avant décembre 2025. La start-up lance alors une campagne de financement participatif "En France on fabrique" pour "sauver le made in France".

## Produits

### Bob le lave-vaisselle
Bob est un lave-vaisselle de petites dimensions — 49 × 34 × 49 cm, pour 10,9 kg. Il fonctionne à l'aide d'une prise électrique et, contrairement à un lave-vaisselle classique, il ne nécessite pas de raccordement permanent à l’eau ; son réservoir de 3,9 litres peut être rempli manuellement avant chaque utilisation, ou bien rempli de manière automatique avec un tuyau d'arrivée d'eau standard. Sa taille lui permet de laver l'équivalent de la vaisselle quotidienne de deux à trois personnes à la fois, soit 3 couverts (pour lave-vaisselle). Dans une démarche écologique et d'éco-conception, Bob est conçu à partir de 85% de plastique recyclé. Ses couleurs sont personnalisables parmi une gamme d'une quinzaine de couleurs. Bob est le seul lave-vaisselle fabriqué en France. 

### Joe le four
Daan Tech annonce un nouveau produit : Joe, un four compact multifonction fabriqué en France . Joe intégrera 5 technologies de cuisson : grill, air-fryer, cuisson vapeur, chaleur tournante et micro-ondes. Joe sera le premier et seul four éco-conçu et fabriqué en France. Actuellement en précommande sa sortie est prévue fin 2026.